# 이민경 (작가)
이민경(1992년 ~ )은 대한민국의 여성주의 작가, 영어·프랑스어 번역가, 한-불 동시통역가이며 다국어 기반 언어교육 브랜드 LMG의 창업가이다. 대표 저서 《우리에겐 언어가 필요하다》로 잘 알려져 있으며, 2016년 강남역 살인 사건을 계기로 여성주의 전문 출판사 '봄알람'을 설립했다. 이후 4B 운동,탈코르셋운동, 레즈비언 가시화 등 이른바 '영 페미니즘' 흐름을 이끌며 저술, 강연, 번역, 출판, 교육 등 다양한 영역에서 활동해왔다.
이민경은 프랑스어·독일어·스페인어 등 다개국어 기반의 외국어 교육 브랜드 LMG를 통해 성인 대상 언어 학습 프로그램을 운영하고 있다. 해당 기관은 프랑스 국영방송 France 5에서 촬영해 갈 정도로 주목받았으며, 영국 주간지인 The Economist 『2023년 아시아 특집』에서도 이민경 대표를 취재한 바 있다. 

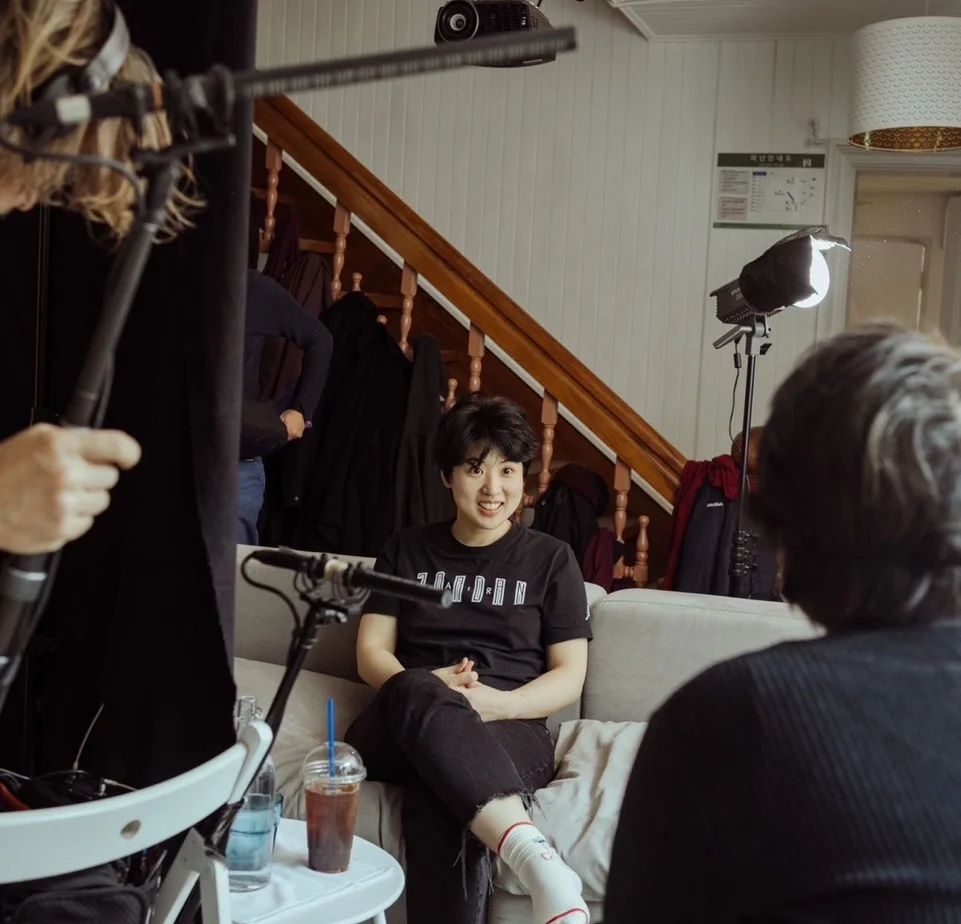
2023년, 프랑스 일간지 《르몽드(Le Monde)》의 사진작가 Agnès가 촬영한 이민경의 인물 사진을 인스타그램 계정을 통해 공개하였다. 해당 게시물은 그녀를 "MIN GYEONG LEE. Ecrivaine, Entrepreneure, Activiste lesbienne"으로 소개하며, 한국의 작가이자 활동가로서 국제적으로도 주목받고 있음을 보여준다. 해당 사진은 같은 해 프랑스 아를에서 열린 국제 사진전인 Les Rencontres de la Photographie d'Arles에 출품되었다.

연세대학교 불문과와 사회학과를 졸업했고, 같은 대학 문화인류학과에서 석사 학위를 취득했다. 이후 한국외국어대학교 통번역대학원에서 국제회의통역 전공으로 석사 학위를 받았고, 현재는 같은 대학원 박사 과정에 수석으로 입학하여 언어와 젠더에 대한 전문 연구를 이어가고 있다.

## 저서
- 《우리에겐 언어가 필요하다》. 봄알람. 2016. ISBN 979-11-958579-0-6
- 《우리에게도 계보가 있다》. 봄알람. 2016. ISBN 979-11-958579-2-0
- 《잃어버린 임금을 찾아서》. 봄알람. 2017. ISBN 979-11-958579-5-1
- 《탈코르셋-도래한 상상》. 한겨레출판사. 2019. ISBN 979-11-604028-4-1
- 《꼬리를 문 뱀》. 봄알람. 2023. ISBN 979-11-896231-8-0
- 《게릴라 러닝》[16]. 마름모. 2024. ISBN 979-11-985065-5-9

### 공저
- 《페미니스트 선생님이 필요해》. 동녘. 2017. ISBN 978-89-729790-6-7
- 《유럽 낙태 여행》. 봄알람. 2018. ISBN 979-11-958579-8-2
- 《세대》. 민음사. 2020. ISBN 978-89-374909-2-7
- 크리스틴 델피 저. 《서문》. 봄알람. 2022. ISBN 979-11-896231-6-6
- Montell, Amanda 저. 《컬티시 Cultish》. 아르테. 2023. ISBN 978-89-509915-3-1

### 역서
- 추 와이홍(Choo Waihong) 저. 《어머니의 나라》. 흐름출판. 2018. ISBN 978-89-6596-268-7
- 르나테 클라인(Renate Klein) 저. 《대리모 같은 소리》[17]. 봄알람. 2019. ISBN 979-11-89623-02-9
- 애비 웜백(Abby Wambach) 저. 《우리는 언제나 늑대였다》. 다산북스. 2020. ISBN 979-11-306-2867-7
- 미키 켄들(Mikki Kendall 저. 《모든 여성은 같은 투쟁을 하지 않는다》. 서해문집. 2021. ISBN 979-11-908934-8-0
- 클로에 바리(Chlo'e Wary) 저. 《휘슬이 울리면》. 우리학교. 2021. ISBN 979-11-903379-4-6
- 프랑소와 페늘롱(François Fénelon) 저. 《십자가의 왕도》. 순전한나드. 2022. ISBN 978-89-6237-365-3
- 어맨다 몬텔(Montell, Amanda) 저. 《워드슬럿》. 아르테. 2022. ISBN 978-89-509-4236-6